# Las (mitologia)
Las fu un antichissimo eroe locale, sepolto nella penisola del Taigeto, nel Peloponneso. I nativi del luogo raccontarono che Las fondò la città omonima, situata in Laconia, e si unì alle schiere dei giovani pretendenti greci che richiesero a Tindaro la mano di Elena. Infastidì Achille che si liberò dello scomodo concorrente assassinandolo. In realtà Achille era un giovinetto a quel tempo e non reclamò mai la mano di Elena. Fu più probabilmente Patroclo ad uccidere Las.
In sua memoria sorgeva una tomba nel luogo, su cui era posta una statua.

## Fonti
- Pausania, libro III, 24, 10.